# Solitaire (spel)

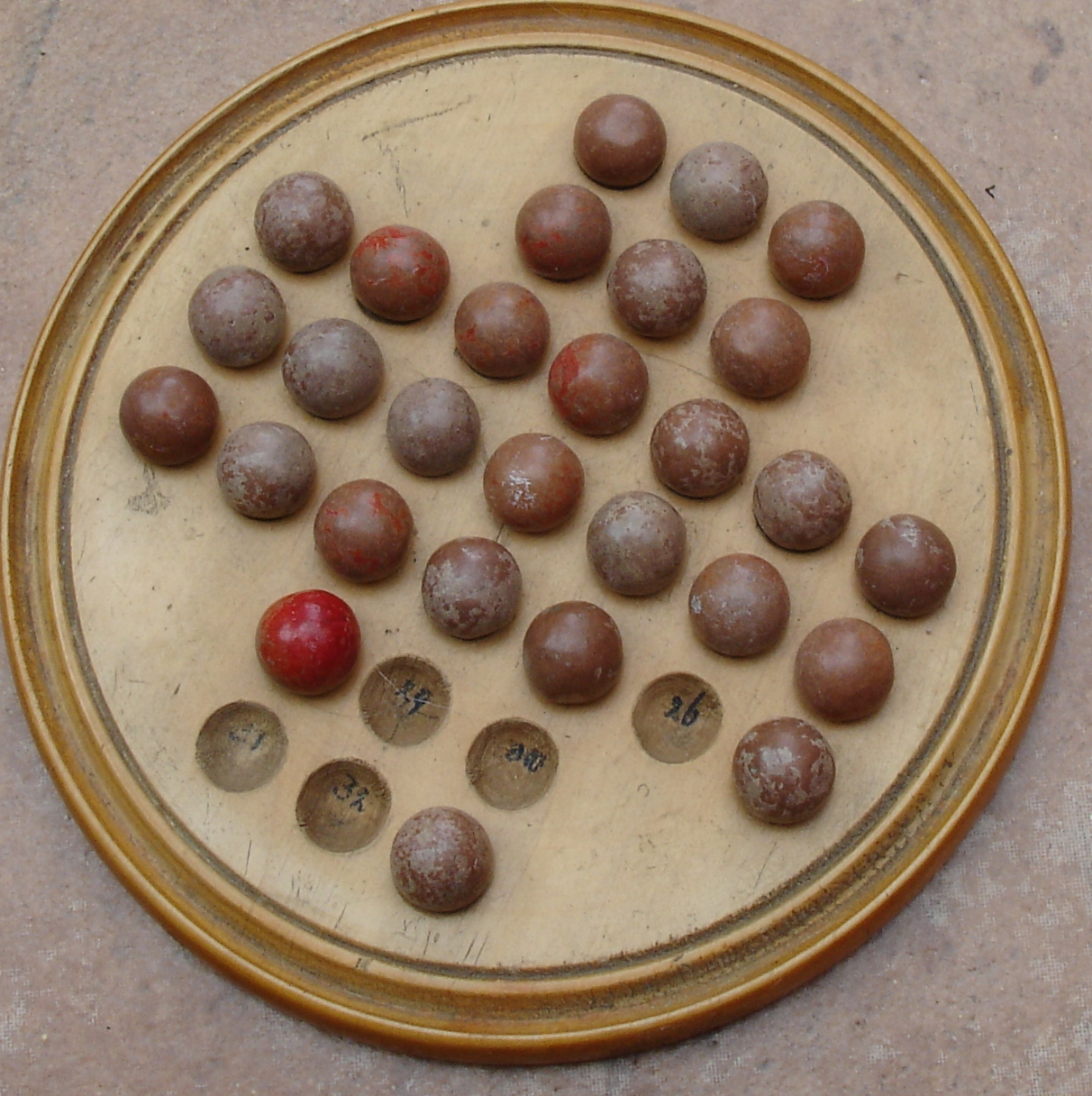
Een speelbord van Solitaire

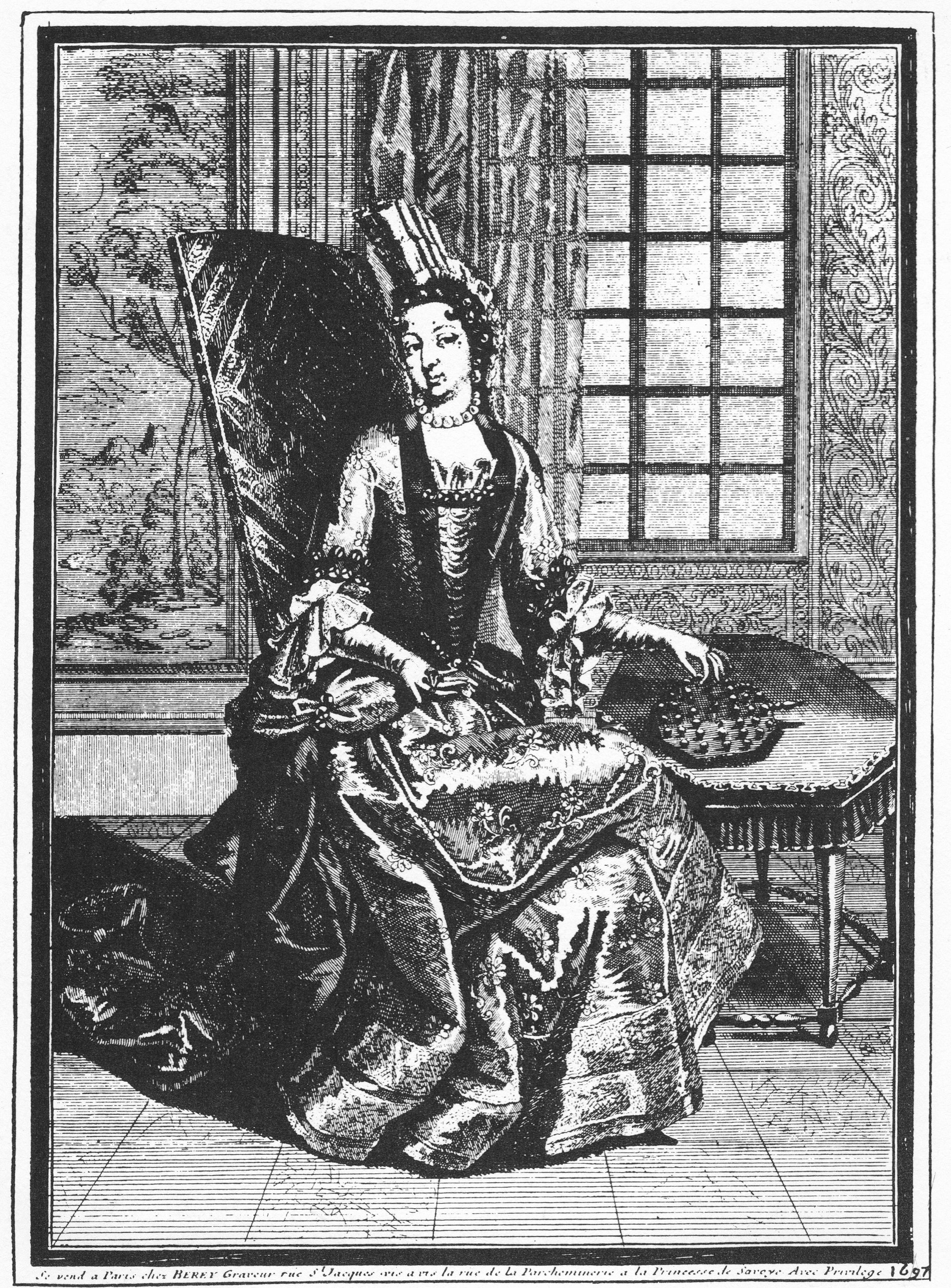
Portret van Anne de Rohan-Chabot uit 1687.

Solitaire is een spel dat door één persoon wordt gespeeld en waarbij het de bedoeling is volgens bepaalde regels een probleem op te lossen.

## Oorsprong
Het klassieke solitairespel wordt gedetailleerd beschreven door Ovidius. Het spel is echter waarschijnlijk vaker ontdekt. Men zegt dat de Indianen het speelden door hun pijlen in een plankje te zetten en ook dat het werd bedacht door een gevangene in de Bastille.
Het spel bestaat uit een speelbord met 37 gaten, meestal genummerd van 1 tot 37. In elk gaatje bevindt zich een balletje (pennetje, of ander voorwerp), behalve in het middelste gaatje, nummer 19.
Volgens de spelregels legt men een balletje over een ander balletje in een leeg gaatje, waarna men het balletje verwijdert waarover gesprongen is. Bijvoorbeeld van 17 naar 19, waarna balletje 18 wordt verwijderd. Men mag horizontaal en verticaal werken. Het is de bedoeling dat er aan het einde een bepaald patroon over is.
Bij een vereenvoudigde versie van het spel ontbreken de gaatjes 4, 8, 30 en 34. Dit heet Engels solitaire en is van betrekkelijk recente datum. In dat geval kan men eindigen met een enkel balletje in het midden (wat met het klassieke spel aantoonbaar onmogelijk is).
Een andere vereenvoudigde versie van het spel, met een kleiner bord en opdrachtkaarten in oplopende moeilijkheidsgraad, is onder de naam 'Hoppers' door ThinkFun op de markt gebracht.
Er is ook een computerversie van dit spel. Deze is als app verkrijgbaar in de verschillende app-stores voor op  smartphones of tablets. Hierbij zijn de gaten vaak vervangen door zwarte stippen en de balletjes zijn gekleurde stippen die over de zwarte stippen kunnen worden verplaatst. Stippen waar men dan overheen "springt" verdwijnen dan direct van het bord. Zodra je dan één stip overhoudt in het midden, verschijnt de melding dat je hebt gewonnen.

## Varianten

### Vereenvoudigde versie
| Beginstelling | Beginstelling | Beginstelling | Beginstelling | Beginstelling | Beginstelling | Beginstelling |  | Eindstelling | Eindstelling | Eindstelling | Eindstelling | Eindstelling | Eindstelling | Eindstelling |
| ------------- | ------------- | ------------- | ------------- | ------------- | ------------- | ------------- |  | ------------ | ------------ | ------------ | ------------ | ------------ | ------------ | ------------ |
|               |               | 1             | 2             | 3             |               |               |  |              |              |              |              |              |              |              |
|               |               | 5             | 6             | 7             |               |               |  |              |              |              |              |              |              |              |
| 9             | 10            | 11            | 12            | 13            | 14            | 15            |  |              |              |              |              |              |              |              |
| 16            | 17            | 18            |               | 20            | 21            | 22            |  |              |              | 19           |              |              |              |              |
| 23            | 24            | 25            | 26            | 27            | 28            | 29            |  |              |              |              |              |              |              |              |
|               |               | 31            | 32            | 33            |               |               |  |              |              |              |              |              |              |              |
|               |               | 35            | 36            | 37            |               |               |  |              |              |              |              |              |              |              |

### Het kruis
| Beginstelling | Beginstelling | Beginstelling | Beginstelling | Beginstelling | Beginstelling | Beginstelling |  | Eindstelling | Eindstelling | Eindstelling | Eindstelling | Eindstelling | Eindstelling | Eindstelling |
| ------------- | ------------- | ------------- | ------------- | ------------- | ------------- | ------------- |  | ------------ | ------------ | ------------ | ------------ | ------------ | ------------ | ------------ |
|               |               |               |               |               |               |               |  |              |              |              |              |              |              |              |
|               |               |               | 6             |               |               |               |  |              |              |              |              |              |              |              |
|               |               |               | 12            |               |               |               |  |              |              |              |              |              |              |              |
|               | 17            | 18            | 19            | 20            | 21            |               |  |              |              | 19           |              |              |              |              |
|               |               |               | 26            |               |               |               |  |              |              |              |              |              |              |              |
|               |               |               | 32            |               |               |               |  |              |              |              |              |              |              |              |
|               |               |               |               |               |               |               |  |              |              |              |              |              |              |              |

### De spreker en zijn gehoor
| Beginstelling | Beginstelling | Beginstelling | Beginstelling | Beginstelling | Beginstelling | Beginstelling |    | Eindstelling | Eindstelling | Eindstelling | Eindstelling | Eindstelling | Eindstelling | Eindstelling |
| ------------- | ------------- | ------------- | ------------- | ------------- | ------------- | ------------- | -- | ------------ | ------------ | ------------ | ------------ | ------------ | ------------ | ------------ |
|               |               | 1             | 2             | 3             |               |               |    |              | 1            | 2            | 3            |              |              |              |
|               | 4             | 5             | 6             | 7             | 8             |               |    | 4            |              |              |              | 8            |              |              |
| 9             | 10            | 11            | 12            | 13            | 14            | 15            | 9  |              |              |              |              |              | 15           |              |
| 16            | 17            | 18            |               | 20            | 21            | 22            | 16 |              |              | 19           |              |              | 22           |              |
| 23            | 24            | 25            | 26            | 27            | 28            | 29            | 23 |              |              |              |              |              | 29           |              |
|               | 30            | 31            | 32            | 33            | 34            |               |    | 30           |              |              |              | 34           |              |              |
|               |               | 35            | 36            | 37            |               |               |    |              | 35           | 36           | 37           |              |              |              |

### De apostelen
| Beginstelling | Beginstelling | Beginstelling | Beginstelling | Beginstelling | Beginstelling | Beginstelling |    | Eindstelling | Eindstelling | Eindstelling | Eindstelling | Eindstelling | Eindstelling | Eindstelling |
| ------------- | ------------- | ------------- | ------------- | ------------- | ------------- | ------------- | -- | ------------ | ------------ | ------------ | ------------ | ------------ | ------------ | ------------ |
|               |               | 1             | 2             | 3             |               |               |    |              | 1            |              | 3            |              |              |              |
|               | 4             | 5             | 6             | 7             | 8             |               |    | 4            |              |              |              | 8            |              |              |
| 9             | 10            | 11            | 12            | 13            | 14            | 15            | 9  |              |              |              |              |              | 15           |              |
| 16            | 17            | 18            |               | 20            | 21            | 22            |    |              |              | 19           |              |              |              |              |
| 23            | 24            | 25            | 26            | 27            | 28            | 29            | 23 |              |              |              |              |              | 29           |              |
|               | 30            | 31            | 32            | 33            | 34            |               |    | 30           |              |              |              | 34           |              |              |
|               |               | 35            | 36            | 37            |               |               |    |              | 35           |              | 37           |              |              |              |

### De piraat
| Beginstelling | Beginstelling | Beginstelling | Beginstelling | Beginstelling | Beginstelling | Beginstelling |  | Eindstelling | Eindstelling | Eindstelling | Eindstelling | Eindstelling | Eindstelling | Eindstelling |
| ------------- | ------------- | ------------- | ------------- | ------------- | ------------- | ------------- |  | ------------ | ------------ | ------------ | ------------ | ------------ | ------------ | ------------ |
|               |               |               | 2             | 3             |               |               |  |              |              |              |              |              |              |              |
|               | 4             | 5             | 6             | 7             | 8             |               |  |              |              |              |              |              |              |              |
| 9             | 10            | 11            | 12            | 13            | 14            | 15            |  |              |              |              |              |              |              |              |
| 16            | 17            | 18            | 19            | 20            | 21            | 22            |  |              |              |              |              |              |              |              |
| 23            | 24            | 25            | 26            | 27            | 28            | 29            |  |              |              |              |              |              |              |              |
|               | 30            | 31            | 32            | 33            | 34            |               |  |              |              |              |              |              |              |              |
|               |               | 35            | 36            | 37            |               |               |  |              |              |              | 37           |              |              |              |